# Prêmio AVN de Melhor Performance Feminina do Ano
O AVN Award for Female Performer of the Year (em português:  Prêmio AVN para Melhor Performance Feminina do Ano) foi apresentado em janeiro, na cidade de Las Vegas, Nevada, na cerimônia AVN Awards. Representa a estrela pornô feminino que teve o melhor corpo de trabalho no ano anterior. Foi concedido anualmente desde 1993.
Tori Black detém a distinção de ser a primeira vencedora de 2 vezes, tendo vencido anos consecutivos em 2010 e 2011.

## Indicadas e destinatárias
| Ano  | Foto | Vencedora        | Indicadas |
| ---- | --- | ---------------- | --- |
| 1993 | | Ashlyn Gere      | |
| 1994 | | Debi Diamond     | |
| 1995 | | Asia Carrera     | |
| 1996 | | Kaitlyn Ashley   | |
| 1997 | | Missy            | |
| 1998 | | Stephanie Swift  | |
| 1999 | | Chloe            | Asia Carrera Roxanne Hall Jill Kelly Midori Tiffany Mynx Silvia Saint Serenity Stacy Valentine |
| 2000 | | Inari Vachs      | Chloe Sabrina Johnson Stephanie Swift |
| 2001 | | Jewel De'Nyle    | Jessica Darlin Dee Bridgette Kerkove Shelbee Myne Alexandra Quinn Serenity Sydnee Steele Inari Vachs Ava Vincent |
| 2002 | | Nikita Denise    | Chloe Jewel De'Nyle Bridgette Kerkove Monique Taylor St. Clair Serenity Sydnee Steele Ava Vincent |
| 2003 | | Aurora Snow      | April Flowers Briana Banks Belladonna Calli Cox Nikita Denise Jewel De'Nyle Jessica Drake >Olivia Saint Taylor St. Clair Sydnee Steele                                                                                          |
| 2004 | | Ashley Blue      | Sunrise Adams Belladonna Jessica Darlin Olivia del Rio Jewel De'Nyle Bridgette Kerkove Ashley Long Carmen Luvana Gina Lynn Monique Taylor Rain Savanna Samson Aurora Snow                                                       |
| 2005 | | Lauren Phoenix   | Ashley Blue Cindy Crawford Cytherea Jessica Drake Ariana Jollee Katja Kassin Katrina Kraven Gina Lynn Alicia Rhodes Savanna Samson Venus                                                                                        |
| 2006 | | Audrey Hollander | Jada Fire Nicki Hunter Roxy Jezel Ariana Jollee Dillan Lauren Melissa Lauren Gia Paloma Lauren Phoenix Taylor Rain Sandra Romain Brittney Skye Flower Tucci Venus                                                               |
| 2007 | | Hillary Scott    | Belladonna Jasmine Byrne Jada Fire Jenna Haze Roxy Jezel Tory Lane Sunny Lane Shy Love Marie Luv Sandra Romain Sativa Rose Flower Tucci                                                                                         |
| 2008 | | Sasha Grey       | Monique Alexander Courtney Cummz Stormy Daniels Jada Fire Jenna Haze Jesse Jane Sunny Lane Rebeca Linares Brianna Love Kirsten Price Amy Ried Savanna Samson Hillary Scott                                                      |
| 2009 | | Jenna Haze       | Belladonna Ashlynn Brooke Roxy DeVille Jessica Drake Sasha Grey Jenny Hendrix Jesse Jane Kayden Kross Sunny Lane Sunny Leone Rebeca Linares Marie Luv Bobbi Starr Alexis Texas                                                  |
| 2010 | | Tori Black       | Belladonna Lexi Belle Ashlynn Brooke Dana DeArmond Chayse Evans Jenna Haze Kayden Kross Jesse Jane Amber Rayne Nikki Rhodes Ann Marie Rios Kristina Rose Bobbi Starr                                                            |
| 2011 | Asa Akira Monique Alexander Lexi Belle Jenna Haze Kagney Linn Karter Kayden Kross Faye Reagan Kristina Rose Andy San Dimas Bobbi Starr Riley Steele Alexis Texas | Tori Black       | |
| 2012 | | Bobbi Starr      | Asa Akira Lexi Belle Dana DeArmond Gracie Glam Allie Haze Jesse Jane Kagney Linn Karter Kayden Kross Chanel Preston Kristina Rose Andy San Dimas Alexis Texas                                                                   |
| 2013 | | Asa Akira        | Jessie Andrews Eva Angelina Lexi Belle Dana DeArmond Skin Diamond Gracie Glam Allie Haze Kayden Kross Lily LaBeau Brooklyn Lee Chanel Preston Kristina Rose Samantha Saint Andy San Dimas Bobbi Starr Jada Stevens Alexis Texas |
| 2014 | | Bonnie Rotten    | Asa Akira Anikka Albrite Dani Daniels Dana DeArmond Skin Diamond Allie Haze Remy LaCroix Chanel Preston Samantha Saint Sheena Shaw Jada Stevens                                                                                 |
| 2015 | | Anikka Albrite   | A.J. Applegate Adriana Chechik Dani Daniels Skin Diamond Veruca James Zoey Monroe Chanel Preston Romi Rain Bonnie Rotten Jada Stevens Jodi Taylor                                                                               |
| 2016 | | Riley Reid       | Anikka Albrite August Ames A.J. Applegate Vicki Chase Adriana Chechik Carter Cruise Dani Daniels Aidra Fox Keisha Grey Eva Lovia Romi Rain Kleio Valentien                                                                      |
| 2017 | | Adriana Chechik  | Anikka Albrite August Ames A.J. Applegate Vicki Chase Abella Danger |
| 2018 | | Angela White     | August Ames Adriana Chechik Abella Danger Aidra Fox Keisha Grey Holly Hendrix Katrina Jade Elsa Jean Eva Lovia Lana Rhoades |
| 2019 | | XXX              | Adriana Chechik Abella Danger Honey Gold Katrina Jade Elsa Jean Ariana Marie Kira Noir Angela White Whitney Wright |